# Baia (okręg Tulcza)
Baia – wieś w Rumunii, w okręgu Tulcza, w gminie Baia. W 2011 roku liczyła 2789 mieszkańców.